# Ephippiger
Genre
Ephippiger  est un genre d'orthoptères de la famille des Tettigoniidae.

## Description
Le genre se distingue par son pronotum en forme de selle, parfois très relevé au niveau de la métazone, à l'arrière du sillon typique. L'arrière de la tête est, quant à lui, parfois marqué de noir. Attention donc à ne pas les confondre avec les Barbitistes, dont le pronotum est légèrement arrondi. 

## Distribution
Les espèces de ce genre se rencontrent en Europe et en Somalie.

## Liste des espèces
Selon Orthoptera Species File (28 mars 2010) :
- - Ephippiger apulus (Ramme, 1933)
  - Ephippiger bormansi Brunner von Wattenwyl, 1882
  - Ephippiger camillae Fontana & Massa, 2000
  - Ephippiger carlottae Fontana & Odé, 2003
  - Ephippiger cavannai Targioni-Tozzetti, 1881
  - Ephippiger discoidalis Fieber, 1853
  - Ephippiger diurnus Dufour, 1841
  - Ephippiger ephippiger (Fiebig, 1784) - Éphippigère des vignes ou Porte-selle
  - Ephippiger mischtschenkoi Harz, 1966
  - Ephippiger perforatus (Rossius, 1790)
  - Ephippiger persicarius Fruhstorfer, 1921
  - Ephippiger provincialis Yersin, 1854 - Éphippigère provençale
  - Ephippiger ruffoi Galvagni, 1955
  - Ephippiger terrestris Yersin, 1854 - Éphippigère terrestre
  - Ephippiger tropicalis Baccetti, 1985
  - Ephippiger zelleri Fischer, 1853

## Référence
- (de) Berthold, 1827 : Latreille's Naturliche Familien des Thierreichs / aus dem Franzosischen, mit Anmerkungen und Zusätzen, von Arnold Adolph Berthold (texte original).